# Tour de l'immortalité
Une tour de l'immortalité (ou pagode de la vie éternelle (永生塔)) est un type de monument en forme de tour en Corée du Nord pour commémorer le « président éternel » Kim Il-sung et le « général éternel » Kim Jong-il. Des tours de l'immortalité existent à divers endroits à travers le pays et sont une forme du culte de la personnalité pour les anciens détenteurs du pouvoir en Corée du Nord. Ces tours sont fortement inspirés des pagodes asiatiques[réf. nécessaire].
Selon les lois de la Corée du Nord, chaque li (village) doit avoir une tour de l'immortalité.
Les tours ressemblent à des obélisques et portent généralement un slogan commémoratif à l'avant et à l'arrière du monument. Cependant, l'aspect de chacune des tours est distincte, toutes variant en termes de forme, de hauteur, de conception, de type de construction et de contenu des inscriptions. Alors qu'un grand nombre d'obélisques similaires existaient déjà en mémoire de Kim Il-sung, de nouvelles tours ont été érigées après la mort de Kim Jong-il en 2011 à sa mémoire et le nom de Kim Jong-il apparait sur chacune des tours à côté de celui de Kim Il-sung,.
Selon la cartographie de Jacob Bogles il y a 5 175 tour d'immortalité en Corée du Nord.

## Tours de l'immortalité remarquables
Des tours remarquables sont situées dans la capitale Pyongyang, les trois tours d'immortalité les plus célèbres sont la tour de la rue Kumsong, celle de la rue Sungri et celle située sur un îlot de circulation de la rue Sesallim. Une autre tour, identique à celle de la rue Sungri, est située dans la rue Kwangbok, en face du cirque de Pyongyang. Des tours célèbres ont également été installées dans d'autres villes du pays, comme Hamhung, Kaesong, Rason, Sariwon, et d'autres encore. On sait également que des tours d'immortalité existent, du moins dans le passé, dans les camps de travail nord-coréens de l'Extrême-Orient russe, autour de Tynda et du village d'Unaha, dans la région de l'Amour[réf. nécessaire].

### Tour de l'immortalité de la rue Kumsong

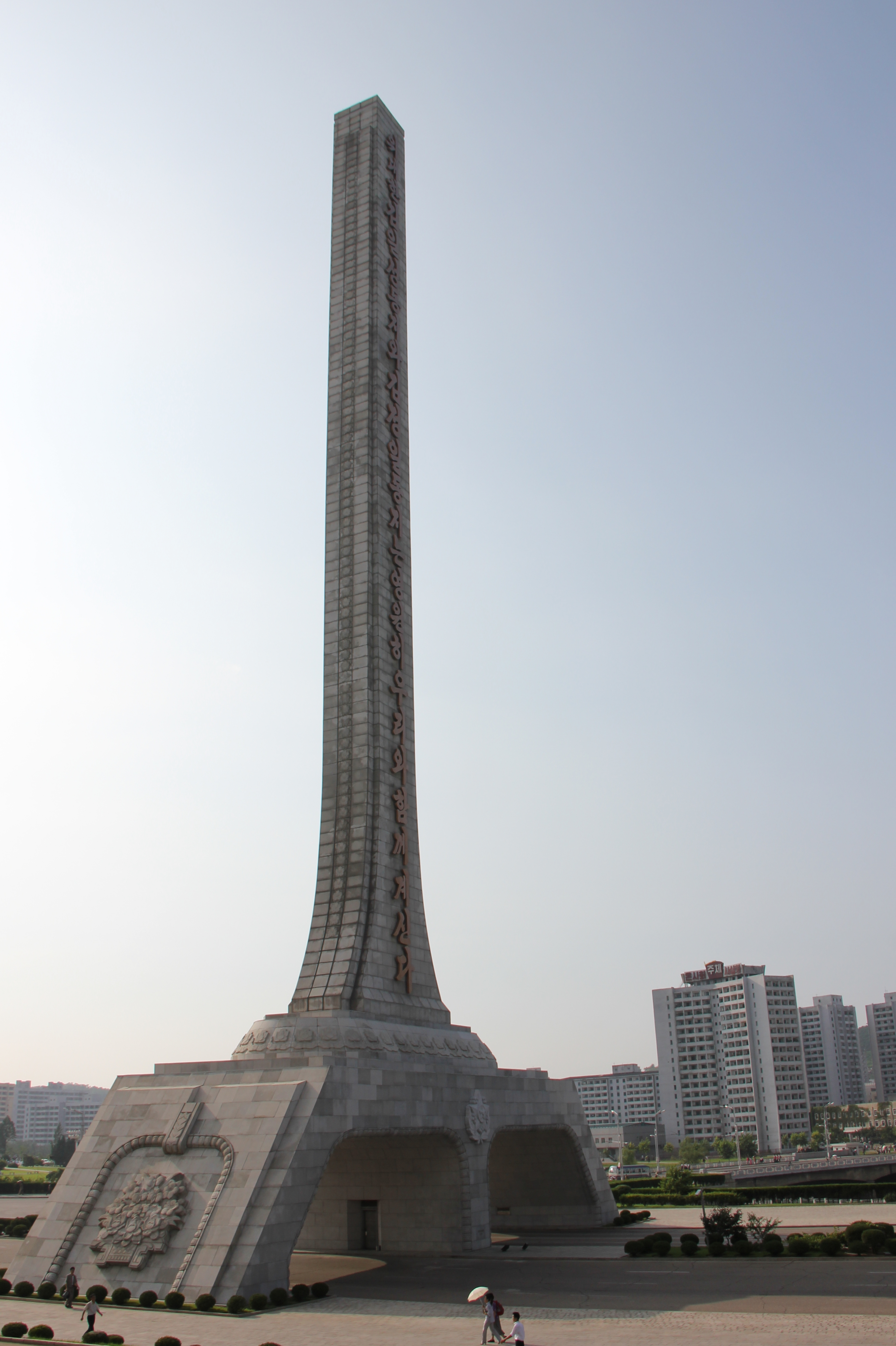
Tour de l'immortalité, rue Kumsong à Pyongyang

L'une des tours d'immortalité les plus célèbres est le monument dit « Monument de la vie éternelle en l'honneur du président Kim Il-sung » se situant au début de la rue Kumsong.
Ce monument a été érigé en 1997 à la mémoire de Kim Il-sung, décédé en 1994, sur une surface totale de 17 000 mètres carrés et s'étend avec deux arches au-dessus de l'artère menant à son mausolée, le palais Kumsusan, près du carrefour Ryonghung. Il repose sur un socle en forme d'arche à deux baies de 10,50 mètres de haut à travers lequel passe le trafic routier qui mène au mausolée de Kim Il-sung et de Kim Jong-il. La tour est haute de 82 mètres. Des deux côtés de la tour se trouvent des inscriptions sous la forme d'un relief en bronze. qÀ l'origine, les inscriptions faisaient uniquement référence au « président éternel » Kim Il-sung, mais elles ont été modifiées après la mort de Kim Jong-il et les obélisques contiennent désormais les noms des deux dirigeants nord-coréens.
L'inscription se lit comme suit : 
« 위대한 김일성 동지와 김정일 동지는 영원히 우리와 함께 계신다 »

« Les grands leaders camarades Kim Il-sung et Kim Jong-il resteront avec nous pour toujours. »
Des bas-reliefs de fleurs d'azalée sont sculptés à l'extérieur de la base, ainsi qu'une étoile rouge au sommet de 3 mètres de diamètre.

### Tour de l'immortalité de la rue Sungri

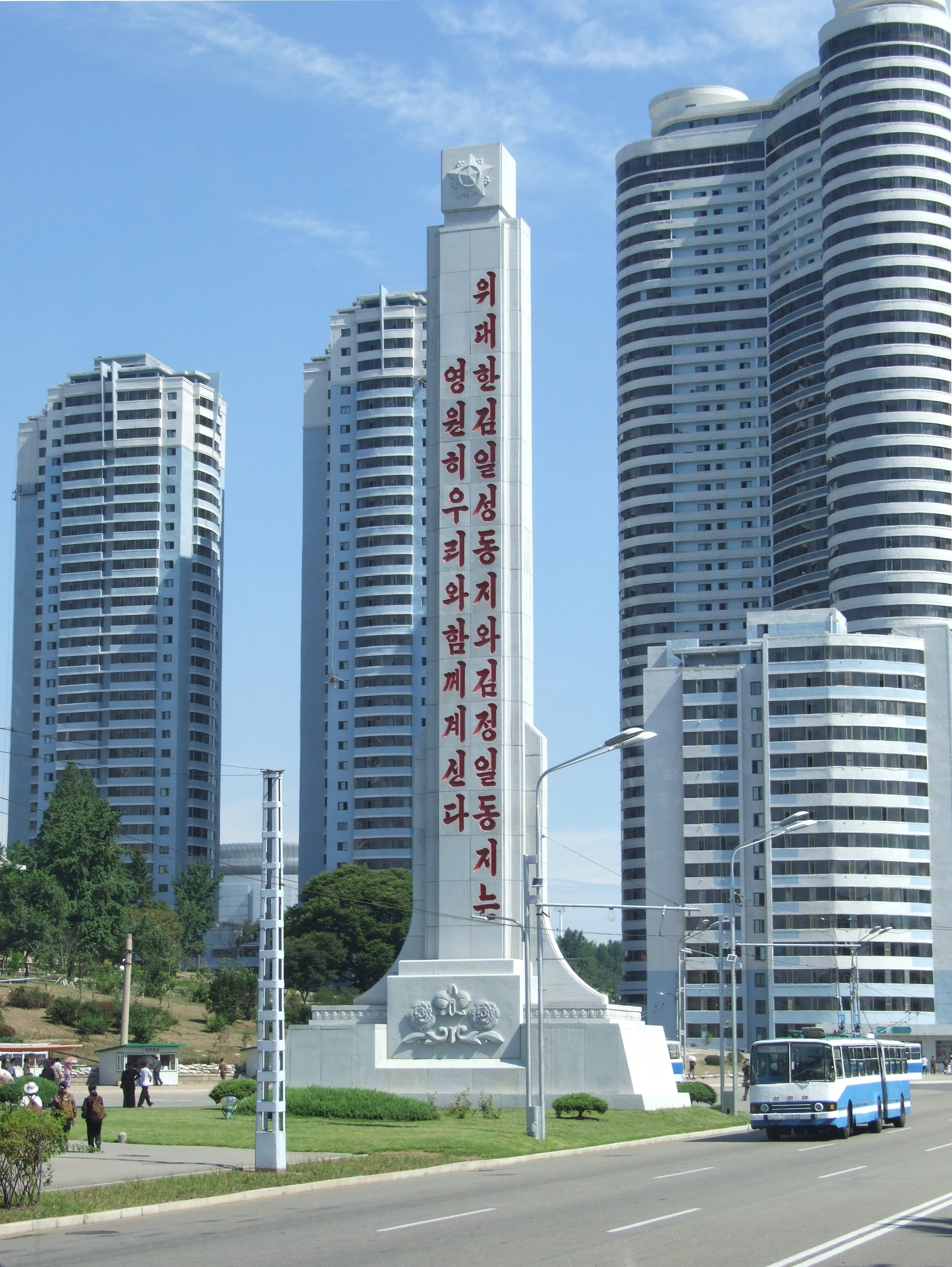
Tour de l'immortalité, rue Sungri à Pyongyang

Une autre tour bien connue commémorant Kim Jong-il et Kim Il-sung se dresse à Pyongyang, dans la rue Sungri, à Dong Jongro-dong. La tour a une hauteur d'environ 35 mètres. Une inscription commémorative en lettres rouges est gravée sur la tour, qui se lit comme suit :
« 위대한 김일성동지와 김정일동지는 영원히 우리와 함께 계신다 »

« Les grands présidents Kim Il-sung et Kim Jong-il resteront à jamais parmi nous. »